# Migue González
Miguel Ángel González González (Tarrasa, Barcelona, España, 14 de marzo de 1980), conocido como Migue, es un exfutbolista español que jugaba como defensa.
Es el jugador que más partidos oficiales ha jugado en el Girona Fútbol Club (octubre 2022).

## Trayectoria
Tras jugar en varios clubes catalanes de la Segunda División B, como el C. E. Mataró, la U. E. Figueres y el Terrassa F. C., encontró su acomodo en el Girona F. C. donde se convirtió en uno de los jugadores más veteranos del equipo tras su incorporación en 2007. Además, fue el autor del gol que permitió el ascenso del Girona a la Segunda División ante la A. D. Ceuta. Fue apartado en 2009 pero Cristóbal Parralo lo reincorporó debido a su buen hacer en los entrenamientos. Al término de la temporada 2013-14 abandonó el club catalán y se incorporó a las filas del Deportivo Alavés. En la siguiente campaña fichó por el Huracán Valencia C. F., aunque en enero de 2016 fichó por el Cádiz C. F., con el que consiguió un ascenso a Segunda División. Tras disputar la temporada 2016-17 con el Cádiz en la categoría de plata, el 10 de julio de 2017 firmó un contrato con el C. E. Sabadell F. C. de la Segunda División B, donde se retiró tras dos temporadas.

## Clubes
| Club                       | País   | Año       |
| -------------------------- | ------ | --------- |
| F. C. Barcelona "C"        | España | 1998-2001 |
| Real Sporting de Gijón "B" | España | 2001-2003 |
| C. E. Mataró               | España | 2003-2004 |
| U. E. Figueres             | España | 2004-2005 |
| Terrassa F. C.             | España | 2005-2007 |
| Girona F. C.               | España | 2007-2014 |
| Deportivo Alavés           | España | 2014-2015 |
| Huracán Valencia C. F.     | España | 2015-2016 |
| Cádiz C. F.                | España | 2016-2017 |
| C. E. Sabadell F. C.       | España | 2017-2019 |

## Familiares
Hijos:
- Marc González